# 9-1-1 (serial telewizyjny)
9-1-1 – amerykański dramatyczny serial telewizyjny wyprodukowany przez Brad Falchuk Teley-Vision, Ryan Murphy Productions oraz 20th Television, którego twórcami są Ryan Murphy, Brad Falchuk oraz Tim Minear. Serial opowiada o życiu i pracy policjantów, strażaków, ratowników medycznych oraz dyspozytorów telefonu alarmowego 911 w Los Angeles.

## Obsada
- Angela Bassett jako Athena Grant-Nash[1]
- Peter Krause jako Robert „Bobby” Nash[2]
- Oliver Stark jako Evan „Buck” Buckley[3]
- Kenneth Choi jako Howard „Chimney” Han[3]
- Aisha Hinds jako Henrietta "Hen" Wilson[3]
- Rockmond Dunbar jako Michael Grant[3]
- Connie Britton jako Abigail „Abby” Clark[4]
- Jennifer Love Hewitt jako Maddie Kendall[5]
- Ryan Guzman jako Edmundo „Eddie” Díaz[6]
- Corinne Massiah jako May Grant[7][1]
- Marcanthonee Jon Reis jako Harry Grant[7][1]
- Gavin McHugh jako Christopher Díaz[1]
- John Harlan Kim jako Albert Han[1]

## Emisja
Serial 9-1-1 jest emitowany od 3 stycznia 2018 roku przez FOX, natomiast w Polsce od 6 lutego 2018 roku na Fox Polska. Serial został udostępniony w Polsce również na platformie Disney+

### Przegląd sezonów
| Sezon | Sezon | Odcinki | Pierwsza emisja (FOX serie 1-6; ABC od 7 serii) | Pierwsza emisja (FOX serie 1-6; ABC od 7 serii) | Pierwsza emisja (Fox Polska serie 1-6; FX Polska serie 7-8) | Pierwsza emisja (Fox Polska serie 1-6; FX Polska serie 7-8) |
| Sezon | Sezon | Odcinki | Premiera sezonu                                 | Finał sezonu                                    | Premiera sezonu                                             | Finał sezonu                                                |
| ----- | ----- | ------- | ----------------------------------------------- | ----------------------------------------------- | ----------------------------------------------------------- | ----------------------------------------------------------- |
|       | 1     | 10      | 3 stycznia 2018                                 | 21 marca 2018                                   | 6 lutego 2018                                               | 10 kwietnia 2018                                            |
|       | 2     | 18      | 23 września 2018                                | 13 maja 2019                                    | 6 listopada 2018                                            | 21 maja 2019                                                |
|       | 3     | 18      | 23 września 2019                                | 11 maja 2020                                    | 5 listopada 2019                                            | 26 maja 2020                                                |
|       | 4     | 14      | 18 stycznia 2021                                | 24 maja 2021                                    | 2 marca 2021                                                | 8 czerwca 2021                                              |
|       | 5     | 18      | 20 września 2021                                | 16 maja 2022                                    | 23 listopada 2021                                           | 14 czerwca 2022                                             |
|       | 6     | 18      | 19 września 2022                                | 15 maja 2023                                    | 24 stycznia 2023                                            | 22 sierpnia 2023                                            |
|       | 7     | 10      | 14 marca 2024                                   | 30 maja 2024                                    | 7 maja 2024                                                 | 9 lipca 2024                                                |
|       | 8     | 18      | 26 września 2024                                | 15 maja 2025                                    | 4 marca 2025                                                | 1 lipca 2025                                                |

## Produkcja
Serial został zamówiony przez FOX w 2017 roku, a producentami wykonawczymi zostali Ryan Murphy i Brad Falchuk. 17 stycznia 2018 roku przedłużono go o drugi sezon, a pod koniec marca 2019, stacja FOX poinformowała o zamówieniu trzeciego sezonu. 13 kwietnia stacja FOX przedłużyła serial o czwarty sezon. 17 maja 2021 stacja FOX przedłużyła o serial o piąty sezon. 16 maja 2022 roku Fox przedłużył serial na szósty sezon. W maju 2023 roku serial został anulowany przez FOX, a na jego dalszą emisję zdecydowała się stacja ABC, która zamówiła siódmy sezon serialu. W kwietniu 2024 roku serial otrzymał ósmy sezon.

## Spin-off
12 maja 2019 roku stacja FOX zamówiła spin-off serialu, 9-1-1: Teksas (org. 9-1-1: Lone Star), którego twórcami zostali  Ryan Murphy, Brad Falchuk i Tim Minea, a w jednej z głównych ról został obsadzony Rob Lowe. 